# Thierry Duvaldestin
Thierry Duvaldestin est un driver et entraîneur français né à L'Aigle le 21 février 1971.
C'est plus par amour du cheval que par tradition familiale que Thierry Duvaldestin décide d'embrasser la profession.
Il rentre d'abord à l'école de Chantilly et effectue son apprentissage pratique chez le grand entraîneur Jean-Pierre Dubois et remporte sa première victoire à Paris en 1990. Il devient ensuite entraîneur privé puis public en 1996. Il est installé à La Ferté-Frênel dans l'Orne.
En 2016, il totalise plus de 1300 victoires en tant que driver et plus de 2000 en tant qu'entraineur.
Entraîneur du crack Ready Cash à partir de septembre 2010, il remporte grâce à lui son premier Prix d'Amérique l'année suivante, avant de s'offrir un doublé en 2012 et de faire du cheval le plus riche en gains de l'histoire des courses françaises. Il fut aussi le mentor de la championne Pearl Queen, lauréate de six groupe I. En 2024 il remporte son troisième Prix d'Amérique grâce au crack Idao de Tillard, qu'il a acheté yearling en compagnie de Cyril Sevestre.

## Palmarès (comme entraîneur et/ou driver)

### Attelé

#### Groupe I
France
- Prix d'Amérique – 4 – Ready Cash (2011, 2012), Idao de Tillard (2024,2025)
- Prix de France – 3 – Ready Cash (2011, 2013), Idao de Tillard (2024)
- Prix de Paris – 2 – Prince Gédé (2009), Ready Cash (2013)
- Critérium des Jeunes  – 4 –  Pearl Queen (2006), Uaukir (2011), Avila (2013), In The Money (2021)
- Critérium des 3 ans  – 1 – Pearl Queen (2006)
- Critérium des 4 ans – 2 – Lulo Josselyn (2003), Falcao de Laurma (2019)
- Critérium continental – 1 – Idao de Tillard (2022)
- Critérium des 5 ans  – 1 – Idao de Tillard (2023)
- Prix de l'Étoile – 8 – Nuage Noir (2004), Onyx du Goutier (2005), Pearl Queen (2006), Return Money (2008), Saxo de Vandel (2009), Union d'Urzy (2011), Avila (2013), Cristal Money (2015)
- Prix de Sélection – 4 – Pearl Queen (2007), Saxo de Vandel (2010), Idao de Tillard (2022, 2024)
- Prix Albert Viel  – 2 – Pearl Queen (2006), Qualmio de Vandel (2007)
- Prix de l'Atlantique – 1 – Pascia' Lest (2014)

 Belgique
- Grand Prix de Wallonie – 1 – Ready Cash (2012)

 UET
- Championnat européen des 3 ans  – 1 – Pearl Queen (2006)

#### Groupe II
- Prix Roquépine – 4 – Noora de l'Iton (2004), Pearl Queen (2006), Return Money (2008), Situtunga (2009)
- Prix Guy Deloison – 4 – Pearl Queen (2006), Vera Pierji (2012), Avila (2013), Cere Josselyn (2015)
- Prix Jacques de Vaulogé – 4 – Onyx du Goutier (2005), Quido du Goutier (2007), Uniclove (2011), Cristal Money (2015)
- Prix Éphrem Houel – 4 – Pearl Queen (2006), Qualmio de Vandel (2008), Falcao de Laurma (2019), Idao de Tillard (2022)
- Prix de Tonnac–Villeneuve – 4 – Qualmio de Vandel (2008), Saxo de Vandel (2010), Falcao de Laurma (2019), Idao de Tillard (2022)
- Prix Annick Dreux – 3 – Pearl Queen (2006), Return Money (2008), Union d'Urzy (2011)
- Prix de Bourgogne – 4 – Ready Cash (2011, 2012, 2013), Idao de Tillard (2025)
- Prix Guy Le Gonidec – 3 – Popinée de Timbia (2007), Vive Daidou (2013), Cère Josselyn (2016)
- Prix Jean Le Gonidec – 4 – Okapi de Fael (2007), Qualmio de Vandel (2009), Rhea Pride (2010), Idao de Tillard (2023)
- Prix Une de Mai – 3 – Irina  Scardrie (1998), Return Money (2007), Tolérance (2009)
- Prix Uranie – 3 – Pearl Queen (2006), Return Money (2008), Tolérance (2009)
- Prix Victor Régis – 3 – Quido du Goutier (2007), Saxo de Vandel (2010), Uniclove (2011)
- Prix Abel Bassigny – 2 – Uniclove (2011), Cristal Money (2015)
- Prix du Bourbonnais – 2 – Ready Cash (2011, 2012)
- Prix Emmanuel Margouty – 2 – Mentor du Goutier (2002), Cristal Money (2014)
- Prix d'Été – 2 – Ready Cash (2012, 2013)
- Prix Gaston de Wazières – 2 – Pearl Queen (2007), Rhea Pride (2009)
- Prix Gélinotte – 2 – Pearl Queen (2006), Return Money (2008)
- Prix Masina – 2 – Pearl Queen (2006), Avila (2013)
- Prix Octave Douesnel – 2 – Lulo Josselyn (2003), Qualmio de Vandel (2008)
- Prix Ozo – 2 – Lara du Goutier (2002), Pearl Queen (2006)
- Prix Paul Karle – 2 – Saxo de Vandel (2009), Uaukir (2011)
- Prix Paul Viel – 2 – Nuage Noir (2004), Cristal Money (2015)
- Prix Pierre Plazen – 2 – Saxo de Vandel (2010), Cristal Money (2015)
- Prix Reine du Corta – 2 – Pearl Queen (2006), Union d'Urzy (2011)
- Prix Ovide Moulinet – 3 – Qualmio de Vandel (2009), Falcao de Laurma (2020), Idao de Tillard (2023)
- Prix Maurice de Gheest – 2 – Quido du Goutier (2007), In The Money (2021)
- Prix Charles Tiercelin – 1 – Popinée de Timbia (2007)
- Prix de Belgique – 1 – Briac Dark (2017)
- Prix de Bretagne – 1 – Ready Cash (2011)
- Prix de Buenos-Aires – 1 – Milord de Melleray (2006)
- Prix Doynel de Saint–Quentin – 2 – Ready Cash (2010), Idao de Tillard (2023)
- Prix Jockey – 2 – Qualmio de Vandel (2009), Idao de Tillard (2023)
- Prix Jules Thibault – 1 – Nuage Noir (2005)
- Prix de La Haye – 1 – Milord de Melleray (2006)
- Prix Marcel Laurent – 3 – Ready Cash (2010), Idao de Tillard (2022, 2023)
- Prix Paul Leguerney – 1 – Pearl Queen (2007)
- Prix Phaéton – 2 – Lulo Josselyn (2003), Idao de Tillard (2022)
- Prix Robert Auvray – 1 – Ualtar (2013)
- Grand Prix du Sud-Ouest – 2 – Swedishman (2014), Idao de Tillard (2022)

### Monté

#### Groupe I
- Prix de Cornulier – 2 – Flamme du Goutier (2022, 2023)
- Prix de Normandie – 2 – Prince Gédé (2008), Flamme du Goutier (2020)
- Saint–Léger des Trotteurs – 2 – Noora de l'Iton (2004), Return Money (2008)
- Prix des Élites – 1 – Miss Castelle (2004)
- Prix des Centaures – 1 – Flamme du Goutier (2021)
- Prix de l'Île-de-France – 1 – Flamme du Goutier (2021)

#### Groupe II
- Prix Xavier de Saint Palais – 2 – Miss Castelle (2005), Or de Bruges (2007)
- Prix Holly du Locton – 2 – Noora de l'Iton (2004), Union d'Urzy (2011)
- Prix Ali Hawas – 1 – Union d'Urzy (2011)
- Prix Céneri Forcinal – 1 – Miss Castelle (2004)
- Prix de Basly – 1 – Noora de l'Iton (2004)
- Prix Edmond Henry – 1 – Miss Castelle (2004)
- Prix Édouard Marcillac – 1 – Irina Scardrie (1999)
- Prix Émile Riotteau – 1 – Miss Castelle (2005)
- Prix Félicien Gauvreau – 1 – Noora de l'Iton (2004)
- Prix Hémine – 1 – Noora de l'Iton (2004)
- Prix Hervé Ceran–Maillard – 1 – Miss Castelle (2005)
- Prix Jean Gauvreau – 1 – Or de Bruges (2007)
- Prix Legoux-Longpré – 1 – Miss Castelle (2005)
- Prix Léon Tacquet – 1 – Miss Castelle (2005)
- Prix Olry-Roederer – 1 – Miss Castelle (2004)
- Prix Philippe du Rozier – 1 – Miss Castelle (2004)
- Prix Pierre Gamare – 1 – Noora de l'Iton (2004)
- Prix Victor Cavey – 1 – Miss Castelle (2005)
- Prix Paul Bastard – 1 – Grâce de Fael (2021)